# Sammy McCrory
Samuel "Sammy" McKee McCrory (2 de agosto de 1924 - 4 de maio de 2011) foi um futebolista norte-irlandês que atuava como meio-campo.

## Carreira
McCrory competiu na Copa do Mundo FIFA de 1958, sediada na Suécia, na qual a sua seleção terminou na sétima colocação dentre os 16 participantes.